# Тала (Івдельський міський округ)
Та́ла (рос. Талая) — селище у складі Івдельського міського округу Свердловської області.
Населення — 4 особи (2010, 8 у 2002).
Національний склад населення станом на 2002 рік: росіяни — 100 %.